# Svjetska asocijacija za energiju vjetra
Svjetska asocijacija za energiju vjetra (WWEA) je međunarodna neprofitna udruga koja zastupa sektor energije vjetra širom svijeta u više od 100 zemalja. WWEA pruža platformu za komunikaciju svim sudionicima u energiji vjetra širom svijeta, savjetuje i utječe na nacionalne vlade i internacionalne udruge, potiče međunarodni prijenos tehnologije te zagovara budući energetski sustav temeljen na obnovljivoj energiji.

## Povijest
Svjetska asocijacija za energiju vjetra je osnovana  1. srpnja 2001. godine u Danskoj. Članovi osnivači su nacionalna udruženja energije vjetra Australije, Austrije, Brazila, Egipta, Njemačke, Indije, Japana, Norveške, Južnoafričke Republike kao i instituti Južne Koreje i Rusije.
WWEA je član Međunarodnog saveza za obnovljivu energiju (IRENA), zajedno s Međunarodnom udrugom hidroelektrana (IHA), Međunarodnog društva za solarnu energiju (ISES), Međunarodne asocijacije za geotermalnu energiju (IGA) te Svjetske udruge za bioenergiju (WBA).
| Članovi osnivači          | Članovi osnivači       |
| ------------------------- | ---------------------- |
| Australija                | Indija                 |
| Austrija                  | Japan                  |
| Brazil                    | Norveška               |
| Egipat                    | Južnoafrička Republika |
| Njemačka                  | Južnoafrička Republika |
| Institut Južne Koreje     |                        |
| Institut Ruske Federacije |                        |

## Radna načela WWEA
- Energija vjetra treba biti kamen temeljac i pokretačka snaga za energetski sustav pogonjen obnovljivom energijom koji bi potpuno zamijenio fosilne i nuklearne izvore
- Globalno širenje mrežnih i samostalnih rješenja za energiju vjetra, trebalo bi se oslanjati na iskustva stečena najuspješnijim provedenim strategijama na temelju povoljnih zakonskih, političkih i socijalnih okvirnih uvjeta koje su pokrenule nacionalne udruge; lokalna zajednica trebala bi biti uključena te bi imala direktnu korist
- WWEA potiče i podupire osnivanje nacionalnih i regionalnih udruga za energiju vjetra i potiče nacionalne vlade na postavljanje ambicioznih ciljeva i političkih okvira za stvaranje strategije u korist brzog i održivog razvoja svih obnovljivih izvora energije
- WWEA organizira zajedno s kontinentalnim, nacionalnim i regionalnim udrugama Svjetsku konferenciju o energiji vjetra i međunarodne događaje za mobilizaciju širokog spektra različitih primjena energije vjetra
- WWEA ima aktivnu ulogu u Svjetskom vijeću za obnovljive izvore energije i surađuje s međunarodnim organizacijama obnovljivih izvora energije, kako bi pronašla zamjenu za svu energiju koja uzrokuje onečišćenja i opasan otpad[8]

## Članovi
WWEA ima više od 600 članova u 100 zemalja diljem svijeta. Postoji više kategorija članstva:
- obični članovi: udruženja energije vjetra
- znanstveni članovi: znanstveni i istraživački instituti
- korporativni članovi: kompanije i javna tijela
- individualni članovi[9]

Republika Hrvatska je također članica.

## Struktura udruženja
Svjetskom asocijacijom za energiju vjetra upravlja odbor kojeg predvodi predsjednik Peter Rae.
Sjedište glavnog ureda nalazi se u Bonnu, Njemačkoj, kojeg vodi glavni tajnik Stefan Gsänger.

## Radne skupine WWEA

### Pravna radna skupina (LWG)
Svjetska asocijacija za energiju vjetra odlučila je okupiti skupinu odvjetnika, pravnih savjetnika i drugih zainteresiranih osoba s profesionalnom pravnom pozadinom unutar Pravne radne skupine (LWG), kako bi formirala globalnu mrežu usredotočenu na pravna pitanja u sektoru energije vjetra.
Sudjelovanjem u LWG-u, članovi će pridonijeti širenju najboljih pravnih normi među pravnim savjetnicima u sektoru vjetra, čime se ubrzava razvoj energije vjetra. Sudjelovanje će također pružiti članovima izloženost unutar zajednice članova WWEA i pružiti im dodatne poslovne mogućnosti.
Teme koje se obrađuju unutar LWG-a dotiču se više pravnih aspekata u sektoru vjetra, kao što su:
- održive smjernice za razvoj projekata s vjetrom
- certifikacija standarda u industriji vjetra
- ugovore o kupnji energije i tarifama za uvoz
- certifikacija pravnih savjetnika u vjetroenergiji
- uspostava Zelenog klimatskog fonda i Globalnog FIT-a

LWG je organizirao sastanke od 2013. godine tijekom Svjetske konferencije o energiji vjetra na Kubi i 2014. u Šangaju, Kini. U rujnu 2014. održan je sastanak s više od 30 odvjetnika tijekom izložbe WindEnergy  u Hamburgu, Njemačkoj, a u studenom 2014. članovi LWG-a su suorganizirali radionicu u Tel Avivu, Izrael.
LWG koordinira Tobias Natt, odvjetnik i pravni savjetnik iz Njemačke.

### Hibridni sustavi
Hibridni energetski sustavi koji uključuju energiju vjetra i druge obnovljive izvore energije su održiva opcija za ruralnu elektrifikaciju u mnogim dijelovima svijeta.
Na Svjetskoj konferenciji o energiji vjetra 2004. godine u Pekingu, stručnjaci iz cijelog svijeta otvorili su put globalnoj mreži za promicanje suradnje u istraživanju i primjeni hibridnog energetskog sustava. WWEA pruža idealnu platformu za ostvarivanje ove međunarodne suradnje u radnoj skupini za hibridni sustav. Svi članovi WWEA pozvani su da se pridruže grupi doprinoseći svojim individualnim znanjem i iskustvom u pogledu tehnologije, provedbe projekta, financiranja, itd.
Ciljevi radne skupine za hibridne sustave:
- podizanje svijesti
- podrška razvoju i realizaciji projekta
- dijeljenje iskustava

- uspostava platforme koja će omogućiti suradnju na području istraživanja i razvoja te njenu razmjenu

- uspostava baze podataka o resursima i opremi
- pokretanje obuke o projektiranju, radu i održavanju sustava
- poticanje vlada za poboljšanjem političkog okvira
- Olakšavanje demonstracije tehnologije hibridnog sustava

Radnu skupinu za hibridne sustave koordinira Nico Peterschmidt.

## Svjetska konferencija za energiju vjetra
Svjetska konferencija za energiju vjetra (WWEC) je događaj, osnovan od strane WWEA, koji okuplja zajednicu koja se zalaže za energiju vjetra i obnovljive izvore energije širom svijeta kako bi se pridonijelo razvoju energije vjetra za energetsku tranziciju. Stručnjaci za energiju vjetra iz cijelog svijeta svake godine se okupljaju kako bi razgovarali o novim spoznajama i uspješnim iskustvima u sektoru obnovljive energije. 
– WWEC2002 – Berlin, Germany
– WWEC2003 – Cape Town, South Africa
– WWEC2004 – Beijing, China
– WWEC2005 – Melbourne, Australia
– WWEC2006 – New Delhi, India
– WWEC2007 – Mar del Plata, Argentina
– WWEC2008 – Kingston, Canada
– WWEC2009 – Jeju, South Korea
– WWEC2010 – Istanbul, Turkey
– WWEC2011 – Cairo, Egypt
– WWEC2012 – Bonn, Germany
– WWEC2013 – Havana, Cuba
– WWEC2014 – Shanghai, China
– WWEC2015 – Jerusalem, Israel
– WWEC2016 – Tokyo, Japan
– WWEC2017 – Malmö, Sweden
– WWEC2018 – Karachi, Pakistan